# كارل جونز (لاعب كرة سلة)
كارل جونز (بالإنجليزية: Carl Jones)‏ (26 فبراير 1991 بغارفيلد هايتس في الولايات المتحدة - ) هو لاعب كرة سلة جنوب سوداني في مركز الهجوم خلفي. لعب مع إم زد تي سكوبيه.

## وصلات خارجية
- كارل جونز على موقع كرة السلة الأوروبية.كوم (الإنجليزية)
- كارل جونز على موقع كلية كرة السلة في سبورتس رفرنس.كوم (الإنجليزية)
- كارل جونز على موقع ريلجم (الإنجليزية)
- كارل جونز على موقع بروبوليرز (الإنجليزية)